# Ernst Reuß
 Ernst Reuß (* 17. Juni 1962 in Schweinfurt) ist ein deutscher Autor.

## Leben
Reuß studierte in Erlangen und Wien Rechtswissenschaften und absolvierte anschließend ein Referendariat am Oberlandesgericht Nürnberg. Nach dem zweiten juristischen Staatsexamen war er Wissenschaftlicher Mitarbeiter an der Freien Universität Berlin und promovierte daneben an der Humboldt-Universität zu Berlin zur Berliner Justizgeschichte.
Nach der Bundestagswahl 2005 arbeitete er bis 2007 als Büroleiter bei dem Bundestagsabgeordneten der gemeinsamen Liste von WASG und PDS, Klaus Ernst. Seitdem ist Ernst Reuß als Autor tätig und veröffentlichte Artikel in Zeitungen und Zeitschriften sowie mehrere Bücher. Er ist Mitglied im Verband deutscher Schriftsteller (VS) und lebt in Berlin.

## Publikationen
- Berliner Justizgeschichte. Eine rechtstatsächliche Untersuchung zum strafrechtlichen Justizalltag in Berlin von 1945–1952, dargestellt anhand der Strafgerichtsbarkeit des Amtsgerichts Berlin-Mitte. Nomos, Berlin/Baden-Baden, 2000. ISBN 978-3-8305-0129-9.
- Vier Sektoren – Eine Justiz, Berliner Justiz in der Nachkriegszeit. Berliner Wissenschafts-Verlag, Berlin 2003. ISBN 978-3-8305-0353-8.
- Gefangen! Das Schicksal sowjetischer Kriegsgefangener im Zweiten Weltkrieg. Olzog, München 2005. ISBN 978-3-7892-8164-8.
- Kriegsgefangen im 2. Weltkrieg. Wie Deutsche und Russen mit ihren Gegnern umgingen. Edition Ost, Berlin 2010 / Weltbild, Augsburg 2011. ISBN 978-3-360-01814-4.
- Millionäre fahren nicht auf Fahrrädern. Justizalltag im Nachkriegsberlin. Vergangenheitsverlag, Berlin 2012. ISBN 978-3-86408-092-0.
- Mord? Totschlag? Oder was? Bizarres aus Deutschlands Strafgerichten. Militzke, Leipzig 2014, ISBN 978-3-86189-868-9.
- Sirius, Katzenkönig und Co. Fünf Fälle aus der Strafrechtsgeschichte. erma, Berlin 2017, ISBN 978-1-5472-6548-0.
- Mord und Totschlag in Berlin. Neue spektakuläre Kriminalfälle. vbb, Berlin 2018. ISBN 978-3-947215-16-4.
- Endzeit und Neubeginn. Berliner Nachkriegsgeschichten. Metropol Verlag, Berlin 2022. ISBN 978-3-86331-635-8.